# Thomas Clausen (matematician)
Thomas Clausen (n. 16 ianuarie 1801 la Snogbæk, Schleswig - d. 23 mai 1885 la Tartu, Imperiul Țarist) a fost un matematician și astronom danez.
A calculat valoarea lui π cu 248 de zecimale exacte.
În perioada 1866-1872 a fost director al observatorului astronomic de la Tartu.
A studiat sistemul solar, cometele.
În teoria numerelor, a descoperit ceea ce ulterior va fi denumit "teorema Von Staudt–Clausen".
În geometrie, a studiat lunulele lui Hipocrate și a emis ipoteza că, în cazul unui raport rațional între măsurile unghiulare ale arcelor care mărginesc lunulele, nu mai există alte lunule cărora li se poate efectua cvadratura, în afara celor cunoscute.
Ipoteza lui Clausen, care are un caracter algebric, a fost confirmată riguros în lucrarea matematicienilor Nikolai Cebotariov și A. V. Dorodnov (1947).